# Bách thanh ác là
Bách thanh ác là (tên khoa học Urolestes melanoleucus) là một loài chim trong chi đơn loài Urolestes. Chúng được tìm thấy ở Angola, Botswana, Kenya, Mozambique, Namibia, Nam Phi, Swaziland, Tanzania, Zambia, Zimbabwe.

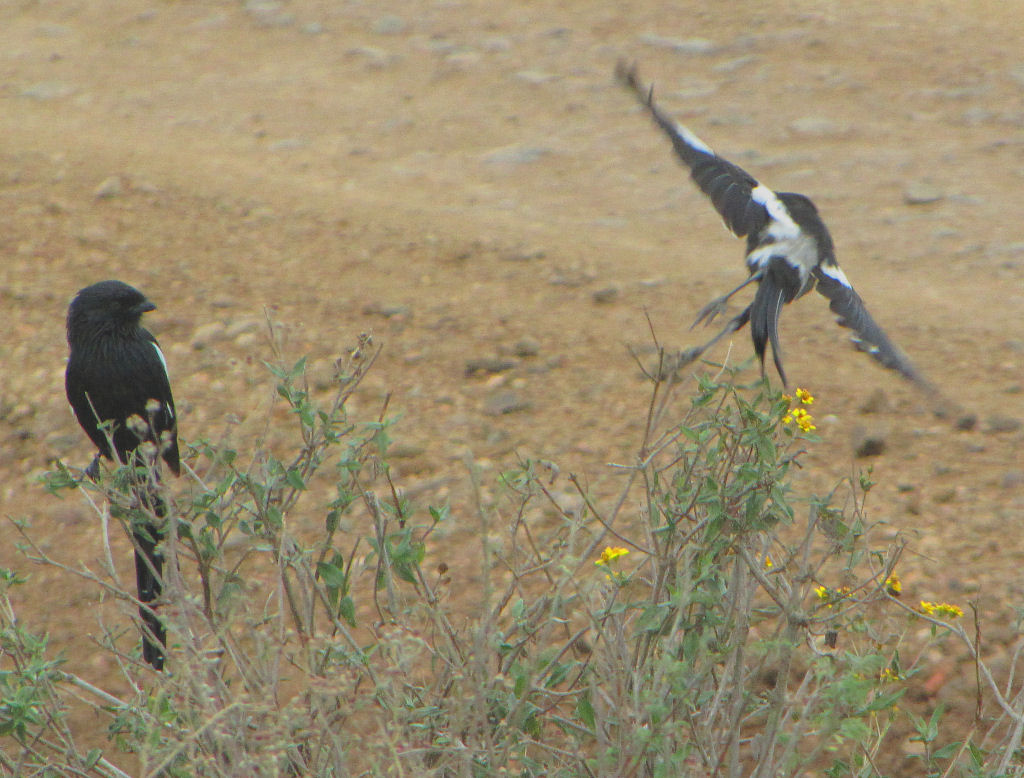
Bách thanh ác là ở vườn quốc gia Serengeti, Tanzania

Môi trường sống tự nhiên của nó xa vẳn khô, xa vẳn ẩm ướt, và rừng cây bụi cận nhiệt đới hoặc nhiệt đới khô.